# Megachile tepaneca
Megachile tepaneca är en biart som beskrevs av Cresson 1878. Megachile tepaneca ingår i släktet tapetserarbin, och familjen buksamlarbin. Inga underarter finns listade i Catalogue of Life.